# Kleine Geul (Assenede)
De Kleine Geul is een kreek bij de Oost-Vlaamse plaats Assenede in het Meetjesland (Meetjeslands krekengebied).
De kreek was oorspronkelijk een zijarm van de Vliet, gevormd tijdens de 15e en 16e eeuw. Hij werd daarvan gescheiden bij de bedijking van de Nicasiuspolder (1519-1520). De kreek maakt sindsdien deel uit van deze polder.
De Kleine Geul heeft een soortenarme rietkraag en is geheel in gebruik als hengelvijver. Een deel van het gebied is Europees beschermd als onderdeel van Natura 2000-gebied 'Polders' (BE2500002).